# Jericó, Antioquia
Jericó este un municipiu din departamentul Antioquia, Columbia.